# Lesja Machno
Lesja Anatol'evna Machno Evdokimova (in russo Леся Махно?; Oblast' di Poltava, 4 settembre 1981) è un'ex pallavolista russa.
Giocava nel ruolo di schiacciatrice.

## Carriera
La carriera di Lesja Machno, moglie del pallamanista Egor Evdokimov, inizia nel 1998 con la Rossy Mosca, con cui gioca una stagione nelle giovanili ed una in prima squadra. Dal 2000 al 2004 gioca col Luč Mosca, mentre nelle stagioni 2004-05 e 2005-06 gioca nelle altre due squadre moscovite, la Dinamo Mosca e il CSKA Mosca, col quale vince la Coppa di Russia. 
Dalla stagione 2006-07 inizia una lunga militanza di ben cinque stagioni nella Dinamo Mosca, con la quale vince due volte il campionato russo ed una volta la coppa nazionale; nel 2006 esordisce in nazionale al Montreux Volley Masters; dal 2010 ritorna in pianta stabile in nazionale, vincendo il campionato mondiale.
La stagione 2011-12 viene ingaggiata dalla Dinamo-Kazan, con la quale vince il terzo scudetto della sua carriera. la stagione successiva viene inizialmente frenata da un infortunio, ma al rientro vince subito la Coppa di Russia, ricevendo anche il premio di MVP della competizione, per poi aggiudicarsi il quarto scudetto della propria carriera e ritirarsi al termine dell'annata.

## Palmarès

### Club
- Campionato russo: 4

2006-07, 2008-09, 2011-12, 2012-13
- Coppa di Russia: 3

2005, 2009, 2012

### Premi individuali
- 2012 - Coppa di Russia: MVP